# Giorgio Brenci
Giorgio Brenci (Siena, 4 giugno 1936 – Siena, 8 marzo 2021) è stato un allenatore di pallacanestro italiano.
Fu assistant coach di Ezio Cardaioli, alla Mens Sana Basket Siena, dal anni 1968 e il 1982. Il duo Cardaioli-Brenci guidò la Mens Sana alla promozione in serie A nel 1973. Nel 1977 Brenci divenne capoallenatore per la squadra senese, sostituendo proprio Cardaioli e portando la Mens Sana per la prima volta in A1.